# Маггемит
Маггеми́т — минерал, магнитная модификация окиси железа γ-Fe2O3. Название происходит от магнетита (поскольку этот минерал железа также проявляет магнитные свойства) и гематита (минерала с тем же составом, но иной кристаллической структурой). Ферримагнетик. Один из наиболее распространённых магнитных минералов зоны окисления (выветривания), поэтому широко используется в петромагнитных исследованиях зон выветривания и гидротермальных изменений как высокочувствительный индикатор низкотемпературного окисления.

## Свойства
Кристаллизуется в кубической сингонии, обладая дефектной шпинелевой структурой типа магнетита.
Обычно маггемит неустойчив к нагреву и в большом интервале температур, начиная примерно с 300°С, переходит в гематит. Обычно содержит примеси FeO и TiO2. Неустойчив в природных условиях и легко переходит в устойчивый гематит.

## Распространение в природе
В природе встречается только в виде микроскопически мелких выделений в продуктах окисления магнетита, в титаномагнетитах вместе с гематитом, гидроокислами железа и другими минералами; реже — в бурых железняках и латеритах как продукт поверхностного выветривания железистых минералов.
Как показали исследования, красные пески Марса (состоящие из оксида железа) имеют свойство магнитности (скажем, в отличие от красноземельных пород на Земле). Разница в физических свойствах пород двух планет оказалась связана с изомерией. При идентичном химическом составе в качестве естественного красителя многих красных пород на нашей планете выступает минерал гематит с примесью лимонита (гидроокись железа), порода, не имеющая магнитных свойств. А на Марсе при том же химическом составе преобладает маггемит, магнитная окись железа, совпадающая с гематитом по составу и формуле, но повторяющая кристаллическую решётку магнетита. Гематит и лимонит относятся к числу часто встречающихся руд железа, а маггемит (на Земле) образуется значительно реже путём окисления магнетита (при условии сохранения кристаллической структуры и магнитных свойств). При нагревании выше 220°С маггемит теряет свои магнитные свойства и превращается в гематит.
Впрочем, существует и стабильные модификация маггемита (как в природе, так и в промышленности). Создавая искусственные магнитные сплавы, в качестве стабилизаторов используют присадки из редкоземельных металлов. В незначительных количествах эти добавки стабилизируют и структуру маггемита. Однако имеется и ещё один путь. Стабильный природный маггемит синтезируется при прокаливании гидроксидов железа, ситуация в природе редкая. Однако, как показали исследования, проведённые в Якутии, такие модификации маггемита нередко образуются при лесных пожарах.